# りんくう本線料金所
りんくう本線料金所（りんくうほんせんりょうきんじょ）は、愛知県常滑市にある知多横断道路と中部国際空港連絡道路の本線料金所。両道路の終点でもある。中部国際空港連絡道路りんくうICの料金所と共用。
りんくう料金所は、知多横断道路のりんくうICの料金所を指し、場所も別である。
中部国際空港連絡道路の料金はここで支払う。

## 路線
- E87 知多横断道路
- E87 中部国際空港連絡道路

## 料金所

### 半田中央方面
- ブース数：3
  - ETC専用：1
  - ETC/一般:1
  - 一般：1

### りんくうIC中部国際空港方面出口
- ブース数：2
  - ETC専用：1
  - ETC/一般：1

### 中部国際空港方面
- ブース数：4
  - ETC専用：2
  - 一般：2

### りんくうIC中部国際空港方面入口
- ブース数：2
  - ETC専用：1
  - ETC/一般：1

## 隣
E87 知多横断道路
常滑IC - りんくうIC - りんくう本線料金所
E87 中部国際空港連絡道路
りんくうIC - りんくう本線料金所 - セントレア東IC